# Saint-Hilaire-sous-Romilly
Saint-Hilaire-sous-Romilly ist eine französische Gemeinde mit 339 Einwohnern (Stand 1. Januar 2022) im Département Aube in der Region Grand Est (vor 2016 Champagne-Ardenne); sie gehört zum Arrondissement Nogent-sur-Seine und zum Kanton Romilly-sur-Seine. 

## Geographie
Saint-Hilaire-sous-Romilly liegt etwa 38 Kilometer nordwestlich von Troyes. Umgeben wird Saint-Hilaire-sous-Romilly von den Nachbargemeinden Crancey im Norden, Romilly-sur-Seine im Nordosten und Osten, Pars-lès-Romilly im Osten und Südosten, Gélannes im Süden, Ferreux-Quincey im Südwesten sowie Pont-sur-Seine im Westen.

## Bevölkerungsentwicklung
| Jahr                       | 1962 | 1968 | 1975 | 1982 | 1990 | 1999 | 2006 | 2011 | 2019 |
| Einwohner                  | 265  | 259  | 289  | 318  | 347  | 333  | 373  | 351  | 357  |
| Quellen: Cassini und INSEE |      |      |      |      |      |      |      |      |      |

## Sehenswürdigkeiten
- Kirche Saint-Hilaire aus dem 12. Jahrhundert

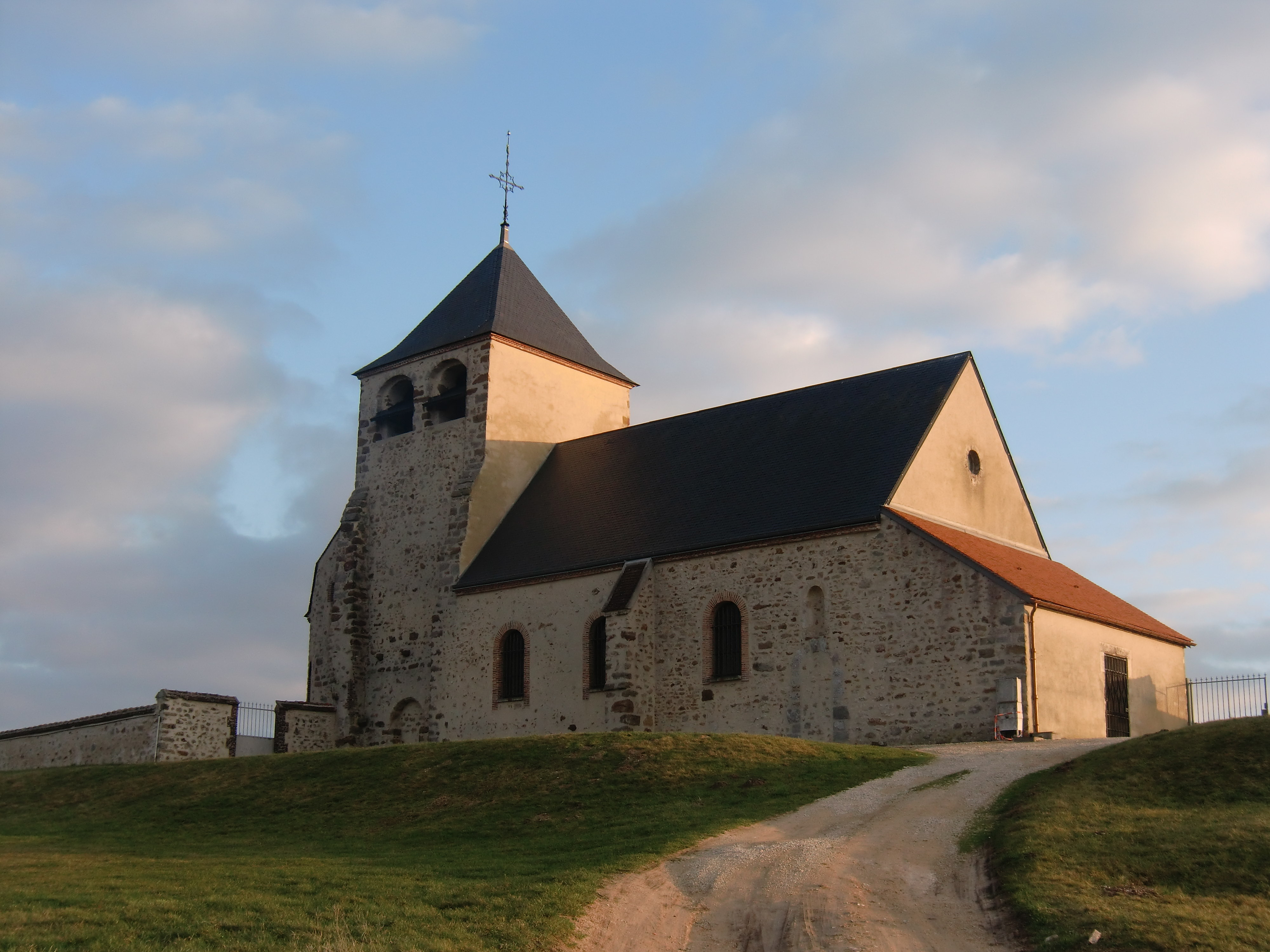
Kirche Saint-Hilaire